# 케플러의 추측

케플러의 추측에 해당하는 두 배열

케플러의 추측은 3차원 공간에서 여러 개의 구를 가장 밀집하게 배열하는 방법은 육방 최밀 격자 혹은 면심 입방 격자 구조라는 추측으로, 요하네스 케플러가 처음 제안했다.
규칙적 격자 배열의 경우는 이 추측이 성립한다. 이것은 카를 프리드리히 가우스가 증명했으며, 이때의 밀도는 {\displaystyle \pi /{3{\sqrt {2}}}\simeq 0.74048}이다. 케플러의 추측은 배열 방식이 규칙적 격자가 아닌 것을 포함해도 성립한다는 것이다. 단, 육방 최밀 격자 혹은 면심 입방 격자의 층을 뒤섞어서 배열할 수 있으므로 케플러의 추측이 맞다면 불규칙적 격자의 최대 효율도 규칙적 배열과 같다.
1998년 토마스 헤일스(Thomas Hales)는 컴퓨터를 이용한 증명을 제안했다. 해당 논문은 약 250쪽이며, 3기가바이트의 컴퓨터 데이터가 포함된다. 컴퓨터로 계산한 부분에 대해 컴퓨터 재현을 통해 검증이 되어 일반적으로 증명으로 받아들여졌으며, 2017년에 형식적인 증명이 나왔다.

## 관련 문제
- 투에의 정리 : 2차원판 케플러의 추측.
- 벌집 추측 : 평면을 가장 적은 재료를 써서 같은 면적의 칸으로 분할하는 방법은 정육각형
- 정십이면체 추측
- 구 채우기
- 채우기 문제
- 웨이어-펠란 구조 - 켈빈 문제의 해, 켈빈 경은 깎은 정팔면체 벌집이 가장 효율적으로 공간을 영역으로 나누는 구조라고 추측했으나 반례가 발견되었다. 더 좋은 해가 있는지는 미해결이다.
- 울람의 채우기 문제 : 스타니스와프 울람이 추측한 것으로 3차원 볼록도형으로서 3차원 유클리드 공간을 채우는 최대 효율이 구의 최대 효율보다 낮은 도형이 존재하는지를 묻는 문제. 미해결되었다.